# 美孚建設
美孚建設股份有限公司（簡稱美孚建設、美孚）（Meifu development co. ltd），一家中華民國（台灣）的大型連鎖建築工程業，於1973年11月23日成立。

## 大事記
- 1973年11月23日：「美孚建設股份有限公司」成立。
- 2009 年由美孚建設董事長彭誠浩與台灣玻璃工業兩家族合資成立的「中瑋一公司」自荷商 AEGON 手中接下全球人壽100%股權。[1]
- 2015年10月30日：美孚建設總部從美孚建北全球總部大樓（臺北市中山區建國北路二段236、238號）搬到臺北市信義區市民大道六段288號9樓（潤泰松山車站大樓B棟）[2]。
- 2017年5月26日：美孚建設和三陽工業合建的臺北企業總部園區得到全球卓越建設獎辦公建築類銀獎[3][4]。

## 作品
- 時代通商大樓
- 時代金融大樓
- 美孚建北全球總部大樓
- 大灣科技中心大樓
- 亞太通商大樓
- 台北企業總部園區

## 相關企業
- 秋雨創新
- 秋雨三樂
- 瑞聯全球證券投資顧問
- 美孚營造工程
- 美孚設備工程
- 全球人壽
- 全球國際保險代理人

## 外部連結
- （繁體中文） 美孚建設 （页面存档备份，存于）
- （繁體中文） 台灣公司資料